# Летние войны
«Летние войны» (яп. サマーウォーズ Сама: Во:дзу, Summer Wars) — научно-фантастический аниме-фильм 2009 года, рассказывающее о приключениях математического гения Кэндзи, который подрабатывает модератором в программе виртуальной реальности ОЗ. Аниме было создано студией Madhouse под руководством режиссёра Мамору Хосоды и выпущено компанией Warner Bros. В Японии кассовые сборы «Летних войн» составили около 17 млн $, а в 2010 году оно завоевало премию Японской академии за лучший анимационный фильм года.
С сентября 2009 года в ежемесячном журнале Comp Ace выходит манга Summer Wars: King Kazuma vs Queen Ozu (サマーウォーズ キング・カズマvsクイーン・オズ).

## Сюжет
ОЗ — это метавселенная, где можно создать свой аватар и путешествовать, общаться, делать покупки — в общем всё, что угодно. ОЗ настолько популярен, что почти каждый житель мира имеет в нём аккаунт и работает через него. Начинается всё с того, что школьная подруга Кэндзи, Нацуки, приглашает его к себе на празднование девяностолетия прабабушки. Так как Нацуки родом из благородной и старинной семьи, она приписывает Кэндзи благородное происхождение, несуществующие заслуги и выдаёт за своего жениха. Кэндзи знакомится с многочисленными родственниками Нацуки, среди которых Кадзума Икэдзава — самый знаменитый боец ОЗ «Король Кадзума» но скрывающий свою настоящую личность, а также молодой профессор Университета Карнеги — Меллон Вабисукэ. Ночью Кэндзи случайно взламывает ОЗ, из-за чего его объявляют преступником. Семья Дзюноити узнаёт об обмане со стороны Нацуки и демонстрирует враждебное отношение к герою. Его аватаром овладевает враждебно настроенный ИИ — Love Mashine, против которого одерживает поражение сам Король Кадзума. В итоге Кэндзи и остальным удаётся узнать, что ИИ присваивает аккаунты с нужными правами, захватывая власть над ОЗ, а значит и над реальной инфраструктурой, вызывая хаос в городах Японии. Неожиданно появляется Вабисукэ, который заявляет, что это он создал этот вирус. Разгневанная прабабушка Нацуки прогоняет его. Ночью она уходит в мир иной.
Все готовят похороны для прабабушки, и только Кэндзи, с теми родственниками Нацуки, которые согласились помочь ему, решает остановить вирус. Им удаётся узнать, что на Землю упадёт спутник со взломанной системой наведения, и координаты падения — атомные электростанции, попадание спутника на одну из них грозит глобальной катастрофой. Семья Дзюноити, пользуясь своими привилегиями и связями добывает мощное техническое оборудование, чтобы вместе уничтожить ИИ, однако эта попытка проваливается. Во второй попытке Нацуки бросает вызов Love Mashine в ханафуде, ставя на кон аккаунты своей семьи, ей удаётся выиграть почти все партии, в том числе благодаря тому, что сотни миллионов пользователей по всему миру поставили на кон свои ещё не взломанные аккаунты. Love Mashine, потеряв по условию игры почти все аккаунты оказался сильно ослаблен, он использует свои силы, чтобы сбросить спутник на поместье Дзиноути и все решают эвакуироваться как можно скорее.
Однако Кэндзи продолжает бороться, пытаясь взломать ИИ. Тот постоянно меняет коды, и Кэнзди несколько раз приходится начинать всё заново, Кадзума в ОЗ уничтожает ослабленный ИИ и Кандзи удаётся изменить координаты почти достигшего своей цели спутника, и тот в итоге падает неподалёку от дома, нанося ему значительные повреждения, но не уничтожив его. На похоронах прабабушки все члены семьи веселятся, они признают Кэндзи, как потенциального члена своей семьи и Нацуки награждает его при всех поцелуем. В конце виден кадр со смеющейся прабабушкой на фотографии.

## Роли озвучивали
| Персонаж                                              | Сэйю             |
| ----------------------------------------------------- | ---------------- |
| Кэндзи Койсо (яп. 小磯 健二 Койсо Кэндзи)             | Рюносукэ Камики  |
| Нацуки Синохара (яп. 篠原 夏希 Синохара Нацуки)       | Нанами Сакураба  |
| Кадзума Икэдзава (яп. 池沢 佳主馬 Икэдзава Кадзума)   | Мицуки Танимура  |
| Сакаэ Дзинноути (яп. 陣内 栄 Дзинноути Сакаэ)         | Сумико Фудзи     |
| Вабисукэ Дзинноути (яп. 陣内 侘助 Дзинноути Вабисукэ) | Аюми Сайто       |
| Такаси Сакума (яп. 佐久間 敬 Сакума Такаси)           | Такахиро Ёкокава |
| Юкико Синохара (яп. 篠原 雪子 Синохара Юкико)         | Киёми Танигава   |
| Кадзуо Синохара (яп. 篠原 和雄 Синохара Кадзуо)       | Муцуми Сасаки    |
| Марико Дзинноути (яп. 陣内 万理子 Дзинноути Марико)   | Миэко Нобусава   |
| Риити Дзинноути (яп. 陣内 理一 Дзинноути Риити)       | Такуя Киримото   |
| Рика Дзинноути (яп. 陣内 理香 Дзинноути Рика)         | Сакико Тамагава  |
| Мансукэ Дзинноути (яп. 陣内 万助 Дзинноути Мансукэ)   | Итиро Нагаи      |

## Критика и отзывы
Журнал «Мир Фантастики» поставил искусственный интеллект «Машина Любви» на 6 место в списке «10 человеко-компьютерных конфликтов». Автор добавил, что «Love Machine оказался достаточно миролюбивым — другой ИИ бы на его месте мировую войну развязал».